# Johannes Zeissler
Johannes Karl Zeissler (* 19. Mai 1883 in Wechselburg; † 10. November 1965 in Frankfurt am Main) war ein deutscher Professor für Medizin und Bakteriologe.

## Leben
Johannes Zeissler war ein Sohn des Pfarrers Karl August Hermann Zeissler (* 28. April 1851 in Böhlen; † 1942 in Leipzig) und dessen Ehefrau Hanna Magdalena, geborene Burckhardt (* 16. August 1958 in Königstein im Taunus; † in Leipzig). Er besuchte eine Volksschule in Steinigtwolmsdorf und Gymnasien in Bautzen und Dresden. Von 1902 bis 1907 absolvierte er ein Medizinstudium an der Universität Leipzig. Nach dem Staatsexamen 1908 an der Leipziger Universität wurde er 1909 zum Dr. med. promoviert.
Von 1908 bis 1910 arbeitete Zeissler als Assistent von Hans Much, Hermann Lenhartz sowie insbesondere bei Eugen Fraenkel und Hugo Schottmüller am Krankenhaus Eppendorf. 1911 wechselte er als einer der letzten Assistenten Emil von Behrings an das Institut für Hygiene und experimentelle Therapie der Universität Marburg. Von 1913 bis zur Pensionierung 1949 leitete er das bakteriologische Institut des Altonaer Krankenhauses.
Zeissler war verheiratet mit Marie Adelheid Schmidt (* 11. Juli 1887; † 21. Februar 1958 in Königstein im Taunus). Seine Ehefrau war eine Tochter von Ernst Albert Schmidt, Professor für pharmazeutische Chemie an der Universität Marburg, und dessen Ehefrau Johanna Dorothea Berta Maria, geborene Benzler. Das Ehepaar hatte einen Sohn und eine Tochter.

## Wirken als Bakteriologe
Zeisslers Schaffen war geprägt von seiner Zeit als Assistent Emil von Behrings. Nach dem Wechsel nach Altona forschte er umfangreich und publizierte viel im Bereich der bakteriologischen Diagnostik. Er interessierte sich insbesondere für die Diagnostik von Wundinfektionen und forschte hierzu direkt nach Ausbruch des Ersten Weltkriegs. Ein Schwerpunkt dieser Arbeiten waren die häufigen Gasbrandinfektionen.
Zeissler erstellte eine Systematik für die Diagnostik der komplizierten Bakteriologie der Anaeroben. Diese erlaubte, die vielen Clostridien zu isolieren, diese kulturell zu differenzieren und Tierversuche auszuwerten. Später beschäftigte er sich mit Anaerobiern, die bei Gasbranderkrankungen von Tieren auftreten wie Rauchschbrand, Pararauschbrand und Bradsotinfektionen. Bakteriologische Institute in aller Welt übernahmen die von Zeissler geschaffenen Methoden. Sie entwickelten sich zur Grundlage der modernen Krankheitsbekämpfung und -vorbeugung in Human- und Veterinärmedizin.

## Ehrungen
- 1937 erhielt Zeissler den Aronson-Preis und einen Professorentitel
- 1948 ernannte ihn die Tierärztliche Hochschule Hannover zum Dr. med. vet. h. c.
- Anlässlich des 75. Geburtstags 1958 erhielt er einen Ehrendoktortitel der Universität Hamburg